# Johann Stephan Gottfried Büsching

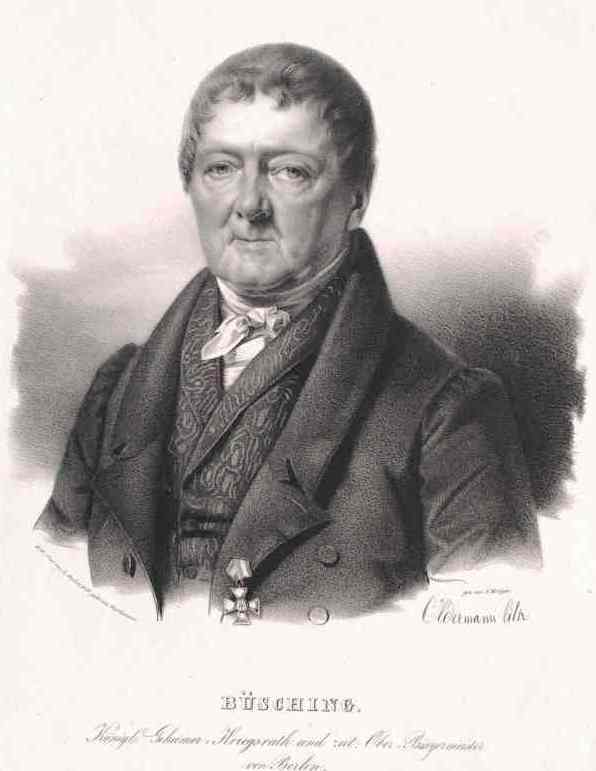
Johann Stephan Gottfried Büsching

Johann Stephan Gottfried Büsching (* 18. April 1761 in Göttingen; † 23. April 1833 in Berlin) war preußischer Verwaltungsbeamter und langjähriger Oberbürgermeister von Berlin.

## Leben und Ausbildung
Büsching wurde als Sohn des Geografen, Theologen, Philosophen und Pädagogen Anton Friedrich Büsching geboren; seine Mutter war die Dichterin Christiana Büsching. Unter seinen zwölf Geschwistern ist auch der 22 Jahre jüngere Archäologe Johann Gustav Gottlieb Büsching, der aus der zweiten Ehe seines Vaters stammte. Er verbrachte seine ersten Lebensjahre in Sankt Petersburg, wo sein Vater Pfarrer der lutherischen Gemeinde war. Dieser wurde dann 1766 Direktor des Gymnasiums zum Grauen Kloster in Berlin. Ein Jahr später wurde Johann Stephan Gottfried Schüler der von seinem Vater geleiteten Schule.
Von 1779 bis 1782 studierte Büsching in Göttingen und in Halle Jura und Kameral-, also Verwaltungswissenschaft.
Nur ein Jahr nach dem Ende seiner über 18-jährigen Amtszeit als Berliner Oberbürgermeister starb Büsching im Alter von 72 Jahren in Berlin.

## Berufliche Laufbahn
Büsching war zunächst zweiter Direktor der Kriegs- und Domänenkammer in Preußisch Litauen mit Sitz in Gumbinnen, dann Kriegs- und Steuerrat und ab 1804 Stadtpräsident von Berlin. Im 1806 von Napoleon I. französisch besetzten Berlin leitete Büsching bis Mai 1808 im Comité administratif die Polizeiabteilung.
1809 wurde Büsching zum Bürgermeister gewählt; er vertrat zeitweise den schwerkranken Leopold von Gerlach in dessen Funktion als Oberbürgermeister; nach Gerlachs Tod wurde Büsching am 24. Juni 1813 von der Berliner Stadtverordnetenversammlung zum Oberbürgermeister von Berlin gewählt und im Februar 1814 in sein Amt eingeführt; er wurde damit der zweite Inhaber dieses erst seit 1809 bestehenden Amtes.
Während Büschings Amtszeit waren wesentliche Reformen nötig; viele vorher in der königlichen Residenz vom Staat getragene Kosten sollten nun von der Stadtverwaltung übernommen werden. Daher war die Haushaltsführung die zentrale Aufgabe des zweiten Berliner Oberbürgermeisters. Büsching gelang es, die Schulden der Stadt zu verringern; ihre Ausgaben wurden in zunehmendem Maße durch kommunale, insbesondere immobilienbezogene, Steuern gedeckt.
Die mit der zunehmenden Industrieansiedlung verbundenen sozialen Probleme stellten Büsching vor weitere Aufgaben; er setzte sich für das städtische Armenwesen ein; zu seinen Aufgaben gehörten die Armenversorgung, die Witwenverpflegungsanstalt und die Offizierswitwenkasse. Büsching führte in Berlin Geldunterstützungen für Arme, kostenlose medizinische und Wohlfahrtsleistungen und das Armenschulwesen ein. Der Versuch, gegen den Widerstand der Stadtverordneten eine kommunale Arbeitsbeschaffungsanstalt für Arbeitslose einzurichten, gelang ihm allerdings nicht.
In seinen letzten Amtsjahren waren Büsching die drängenden Probleme der Stadt nach Darstellung des Historikers Gunther Hildebrandt teilweise entglitten; er nahm eher die Rolle eines Alterspräsidenten ein. Der vom Militär niedergeschlagenen Schneiderrevolution vom September 1830 standen er und sein Magistrat verständnislos gegenüber. Sie betrachteten den Aufruhr in erster Linie als „Unfug“ beziehungsweise Störung der öffentlichen Ordnung und verkannten seine politischen und sozialen Ursachen.
Büsching wurde sowohl 1820 als auch 1826 mit großer Mehrheit wiedergewählt; zum Ende seiner dritten Amtsperiode trat der inzwischen fast 71 Jahre alte Büsching im März 1832 vom Amt des Oberbürgermeisters zurück.

## Ehrungen
Johann Stephan Gottfried Büsching wurde am 23. Februar 1832 für seine Verdienste um die Stadt die Würde eines Stadtältesten von Berlin zuerkannt. König Friedrich Wilhelm III. verlieh ihm den Roten Adlerorden 2. Klasse. Eine Gedenktafel in der Jüdenstraße in Berlin-Mitte erinnert an ihn.